# テレワークマネジメント
株式会社テレワークマネジメントは、2008年に設立されたテレワーク専門のコンサルティング会社である。シャープ出身の田澤由利が代表取締役を務める。

## 概要
企業や自治体におけるテレワーク導入支援のほか、テレワークに関する講演や調査・分析、テレワーク向けICTツール販売を行う。テレワークの普及により、いつでも、どこにいても、柔軟に働ける社会の実現を目指す。社員の8割が在宅勤務を行う。代表取締役の田澤本人も、北海道北見市に在住しながら社業に携わっている。